# Absolut nulpunkt
Det absolutte nulpunkt er den teoretisk laveste mulige temperatur, som kan opnås i et makroskopisk system. Pr. definition er den teoretisk lavest mulige temperatur 0 K og −273,15 °C. Som en konsekvens af termodynamikkens love kan det vises, at temperaturen aldrig kan blive eksakt 0 K, omend det er muligt at komme vilkårligt tæt på. Ved det absolutte nulpunkt vil alle molekyler og atomer i systemet være i grundtilstanden (dvs. tilstanden med den laveste mulige energi), og systemet vil have den mindste mængde kinetisk energi, som er mulig ifølge fysikkens love.